# エンゼル不動産
株式会社エンゼル不動産（エンゼルふどうさん）とは、新潟県南魚沼郡湯沢町に本店を置くリゾート系不動産会社。グループ企業を通じて、別荘地・リゾートマンション・リゾートホテル・観光バスの運営や建築なども幅広く手がけている。

## 概要
1988年（昭和63年）に、湯沢エリアのリゾートマンション用地のとりまとめ及びリゾート物件の取り扱いのために、（新潟県小千谷市で不動産業を営む小千谷(おぢや)産業株式会社のグループ企業として）株式会社上越リゾートを設立。その後、リゾートマンションの売買・賃貸の仲介が主業務となり、東京と熱海に支店を出した後、1997年（平成9年）に商号を株式会社ひまわりへと変更。軽井沢、千葉、山中湖、湯河原に支店を出すなどした後、2009年（平成21年）に株式会社エンゼルを子会社化し、リゾートマンション・リゾートホテルの管理・運営事業に進出。
2011年（平成23年）にレストラン「だんろの家」事業を開始。2013年（平成25年）に苗場酒造株式会社を子会社化。
2016年（平成28年）に株式会社エムケイ設備を、株式会社エンゼルを通じて買収し、株式会社エンゼル建設へと商号変更して、建築・設備・設計事業に進出。
同年、株式会社エンゼルが、東京建物から「羽鳥湖高原レジーナの森」事業を譲受し、「エンゼルフォレスト那須白河」へと改名、別荘の分譲・管理事業、及びキャンプ場の運営事業に進出。
2018年（平成30年）に小松製作所から別荘地管理事業「コマツゼネラルサービス」を譲受し、「株式会社エンゼルフォレストリゾート」へと商号変更。同年、株式会社エンゼルが湯沢町のバス運営会社「ほのぼの観光」を子会社化してエンゼル観光へ改名、観光バス事業に進出。
2020年（令和2年）に三井不動産の熱海・熱川別荘地事業、及び三菱地所の熱川別荘地事業を、それぞれ「株式会社エンゼルフォレストリゾートドゥーエ」「株式会社エンゼルフォレストリゾートトゥレ」として承継。商号を株式会社エンゼル不動産に変更。

## 事業・グループ企業
- 小千谷(おぢや)産業 株式会社（新潟県小千谷市） - 小千谷市の不動産仲介。
- 株式会社エンゼル不動産（新潟県湯沢町） - リゾート不動産仲介。
  - 株式会社エンゼル（東京都千代田区有楽町） - リゾートマンション・リゾートホテル・別荘地の管理・運営。
    - 事業
      - エンゼルシーサイド南熱海
      - エンゼルグランディア越後中里
      - エンゼルフォレスト那須白河
など多数[9]。

    - 子会社
      - 株式会社エンゼル建設（新潟県湯沢町） - 建築・設備・設計。
      - 株式会社エンゼル観光（新潟県湯沢町） - 観光バス事業。

  - 株式会社エンゼルフォレストリゾート（静岡県熱海市） - 小松製作所による伊豆・軽井沢の別荘地管理事業の承継。
    - 熱海自然郷
    - 小松ケ原別荘地
    - 伊豆スカイライン別荘地
    - 赤沢望洋台
    - 大川汐見崎
    - 浅間ハイランド

  - 株式会社エンゼルフォレストリゾートドゥーエ - 三井不動産による熱海・熱川の別荘地事業の承継。
    - 三井伊豆山別荘地
    - 三井熱川別荘地

  - 株式会社エンゼルフォレストリゾートトゥレ - 三菱地所による熱川の別荘地事業の承継。
    - リゾートパーク伊豆あたがわ
- たきびの村/だんろの家（新潟県湯沢町） - レストラン事業。
- 苗場酒造 株式会社（新潟県津南町） - 日本酒「苗場山」の製造・販売。

## リゾートマンション管理
株式会社エンゼルが管理するリゾートマンション一覧。
| 名称                                 | 所在地           | 竣工年月               | 階数         | 戸数  |
| ------------------------------------ | ---------------- | ---------------------- | ------------ | ----- |
| ヴィルヌーブ片瀬江ノ島               | 神奈川県藤沢市   | 1996年（平成8年）2月   | 14階/地下1階 | 64戸  |
| マリンビュー湯河原                   | 神奈川県湯河原町 | 1995年（平成7年）5月   | 10階         | 35戸  |
| のんびれっじ山中湖                   | 山梨県山中湖村   | 1993年（平成5年）5月   | 5階/地下1階  | 183戸 |
| ダイアパレス湯河原グランヒルズ一番館 | 静岡県熱海市     | 1993年（平成5年）2月   | 8階/地下1階  | 56戸  |
| サニークレスト伊東 参番館            | 静岡県伊東市     | 1993年（平成5年）2月   | 14階         | 294戸 |
| サンライフ熱海                       | 静岡県熱海市     | 1992年（平成4年）10月  | 7階          | 41戸  |
| エンゼルリゾート越後中里             | 新潟県湯沢町     | 1992年（平成4年）9月   | 15階         | 722戸 |
| 西武ヴィラ苗場クリスタル1号館        | 新潟県湯沢町     | 1992年（平成4年）8月   | 15階         | 533戸 |
| ロイヤルプラザ水上                   | 群馬県みなかみ町 | 1992年（平成4年）6月   | 14階         | 341戸 |
| ビューパレ―御宿                      | 千葉県御宿町     | 1992年（平成4年）6月   | 14階         | 91戸  |
| VITA佐久                             | 長野県佐久市     | 1992年（平成4年）1月   | 6階          | 86戸  |
| ロイヤルヴィラ熱海                   | 静岡県熱海市     | 1992年（平成4年）1月   | 13階/地下1階 | 103戸 |
| ノエル苗場                           | 新潟県湯沢町     | 1991年（平成3年）12月  | 14階         | 254戸 |
| サンハロー湯河原                     | 静岡県熱海市     | 1991年（平成3年）11月  | 6階          | 25戸  |
| プチモンド熱海                       | 静岡県熱海市     | 1991年（平成3年）10月  | 6階/地下2階  | 102戸 |
| ベルクレール熱海                     | 静岡県熱海市     | 1991年（平成3年）7月   | 10階         | 87戸  |
| ベルエール熱海来の宮                 | 静岡県熱海市     | 1991年（平成3年）2月   | 6階          | 39戸  |
| ライオンズヒルズ熱海                 | 静岡県熱海市     | 1991年（平成3年）2月   | 10階         | 58戸  |
| ザ・ハウス湯沢                       | 新潟県湯沢町     | 1990年（平成2年）12月  | 14階         | 166戸 |
| アーバンヒルズ熱海                   | 静岡県熱海市     | 1990年（平成2年）11月  | 7階          | 59戸  |
| フォレストヒルズ石打                 | 新潟県魚沼市     | 1990年（平成2年）11月  | 13階         | 383戸 |
| シェスタ苗場                         | 新潟県湯沢町     | 1990年（平成2年）11月  | 14階         | 196戸 |
| コンフォート苗場                     | 新潟県湯沢町     | 1990年（平成2年）11月  | 14階         | 234戸 |
| スポーツメント湯沢2                  | 新潟県湯沢町     | 1990年（平成2年）11月  | 16階         | 545戸 |
| 南箱根グラン・ビュー                 | 静岡県伊豆の国市 | 1990年（平成2年）10月  | 11階         | 148戸 |
| 朝日フレール熱海聖ヶ丘               | 静岡県熱海市     | 1990年（平成2年）9月   | 9階          | 33戸  |
| セトル軽井沢                         | 長野県軽井沢町   | 1990年（平成2年）8月   | 3階/地下1階  | 26戸  |
| ディセント強羅                       | 神奈川県箱根町   | 1990年（平成2年）8月   | 5階/地下1階  | 24戸  |
| プレジール湯沢                       | 新潟県湯沢町     | 1990年（平成2年）7月   | 11階         | 313戸 |
| ダイアパレス山中湖                   | 山梨県山中湖村   | 1990年（平成2年）7月   | 7階/地下1階  | 104戸 |
| エクセレントプラザ湯河原6番館        | 神奈川県湯河原町 | 1990年（平成2年）5月   | 5階/地下1階  | 44戸  |
| フラワーパレス山中湖                 | 山梨県山中湖村   | 1990年（平成2年）4月   | 7階          | 192戸 |
| ロイヤルマンション伊豆長岡           | 静岡県伊豆の国市 | 1990年（平成2年）4月   | 12階/地下1階 | 56戸  |
| ファミール・ヴィラ苗場               | 新潟県湯沢町     | 1989年（平成元年）12月 | 14階         | 222戸 |
| セザール湯沢                         | 新潟県湯沢町     | 1989年（平成元年）10月 | 12階         | 134戸 |
| シルバーグレース湯沢1番館            | 新潟県湯沢町     | 1989年（平成元年）10月 | 13階         | 108戸 |
| プチモンド山中湖                     | 山梨県山中湖村   | 1989年（平成元年）10月 | 5階/地下2階  | 68戸  |
| ロイヤルリゾート山中湖               | 山梨県山中湖村   | 1989年（平成元年）7月  | 6階/地下1階  | 139戸 |
| エンゼルリゾート伊豆稲取             | 静岡県東伊豆町   | 1989年（平成元年）7月  | 14階/地下2階 | 383戸 |
| エンゼルリゾート湯沢                 | 新潟県湯沢町     | 1989年（平成元年）5月  | 9階          | 130戸 |
| ヴィヴィ熱海自然郷                   | 静岡県熱海市     | 1988年（昭和63年）11月 | 5階/地下1階  | 44戸  |
| ピステ湯沢                           | 新潟県湯沢町     | 1987年（昭和62年）10月 | 10階         | 133戸 |
| エンゼルシーサイド南熱海             | 静岡県熱海市     | 1987年（昭和62年）3月  | 10階         | 260戸 |
| ライオンズマンション越後湯沢         | 新潟県湯沢町     | 1985年（昭和60年）10月 | 16階         | 200戸 |
| カミリアシーホワイト熱海             | 静岡県熱海市     | 1984年（昭和59年）5月  | 5階          | 29戸  |
| ダイアパレス白子                     | 千葉県白子町     | 1980年（昭和55年）4月  | 10階         | 173戸 |
| プレジデント熱海                     | 静岡県熱海市     | 1976年（昭和51年）4月  | 5階/地下1階  | 50戸  |
| シャトーテル赤根崎                   | 静岡県熱海市     | 1975年（昭和50年）7月  | 12階         | 389戸 |
| 山中湖レイクサイド                   | 山梨県山中湖村   | 1975年（昭和50年）1月  | 4階          | 104戸 |
| ヴィラソレイユ箱根                   | 神奈川県箱根町   | 1974年（昭和49年）8月  | 3階          | 20戸  |
| 伊東マンション第2別館                | 静岡県伊東市     | 1974年（昭和49年）7月  | 8階/地下1階  | 108戸 |
| ダイヤモンドシャトー山中湖           | 山梨県山中湖村   | 1974年（昭和49年）6月  | 3階          | 48戸  |
| インペリアル山中湖                   | 山梨県山中湖村   | 1974年（昭和49年）4月  | 4階          | 44戸  |
| ビラ自然郷                           | 静岡県熱海市     | 1973年（昭和48年）12月 | 7階          | 90戸  |
| ハイラーク西軽井沢                   | 長野県御代田町   | 1973年（昭和48年）8月  | 2階          | 60戸  |
| 東熱海シーサイドハイツ               | 静岡県熱海市     | 1971年（昭和46年）12月 | 6階          | 43戸  |
| 湯河原シーサイドマンション           | 神奈川県湯河原町 | 1965年（昭和40年）6月  | 6階          | 70戸  |
| 伊東マンション本館                   | 静岡県伊東市     | 1965年（昭和40年）4月  | 10階/地下1階 | 148戸 |
| 熱海野中山マンション                 | 静岡県熱海市     | 1963年（昭和38年）6月  | 6階          | 181戸 |

## 沿革
- 1988年（昭和63年）6月 - 株式会社上越リゾート設立。
- 1990年（平成2年）
  - 1月 -「上越リゾート通信」を創刊。
  - 9月 - 東京都渋谷区代々木に、東京支店を設置。
- 1993年（平成5年）
  - 8月 - 静岡県熱海市田原本町に熱海支店を設置。
  - 11月 - 資本金を500万円から2000万円に増資。
- 1997年（平成9年）
  - 3月 - 株式会社ひまわりに商号変更。
  - 4月 - 長野県北佐久郡軽井沢町に、軽井沢店を設置。
    - 千葉県夷隅郡御宿町に、房総店を設置。
    - 資本金を2000万円から3292万円に増資。

  - 12月 - ホームページを構築し、情報公開を始める。
- 2002年（平成14年）3月 - 新潟県長岡市に、アパマンショップのフランチャイズとして現「アパマンショップ西長岡店」を設置。
- 2005年（平成17年）4月 - 新潟県長岡市の長岡駅東口に、現「長岡今朝白店」を設置。
- 2007年（平成19年）
  - 3月 - 山梨県南都留郡山中湖村に、山中湖店を設置。
  - 4月 - 自社ホームページのURLを、( http://www.himawari.com )に変更。
  - 7月 - 湯沢エリアのフリークーポンリゾート情報誌「上越リゾート通信」を現在の「VITA湯沢」に改称。
- 2008年（平成20年）
  - 1月 - 湯沢店を西口から東口へ移転。
  - 4月 - 神奈川県足柄下郡湯河原町に、湯河原店を設置。
  - 8月 - 西長岡店に「ひまわり建築設計事務所」を開設。
  - 11月 - 長岡駅東口店を今朝白へ移転、店舗名を現「長岡今朝白店」へ改称。
- 2009年（平成21年）8月 - 株式会社エンゼルをグループ化（株式を100％取得）し、リゾートマンション管理事業・リゾートホテル運営事業に進出。
- 2010年（平成22年）
  - 1月 - 長岡本町店を長岡市緑町へ移転、店舗名を西長岡店へ改称。
  - 2月 - 静岡県伊東市湯川に、伊東店を設置。
- 2011年（平成23年）
  - 4月 - 新潟県南魚沼郡湯沢町に「たきびの村/だんろの家」オープン。
  - 12月 - 東京契約センターを第一鉄鋼ビル8階から、東京交通会館11階へ移転。
- 2012年（平成24年）11月 - 軽井沢店を、隣地の軽井沢町軽井沢東8-2へ移転。
- 2013年（平成25年）11月 - 苗場酒造株式会社をグループ化（ひまわりで株式を100%取得）し、日本酒の製造・販売事業に進出。
- 2015年（平成27年）
  - 5月 - 東京契約センターを「東京本部」と改称。
    - 神奈川県藤沢市に、江の島店を設置。
- 2016年（平成28年）
  - 10月 - 株式会社エンゼルで株式会社エムケイ設備の株式を100％取得し、株式会社エンゼル建設に商号変更、建築・設備・設計事業に進出。
  - 12月 - 株式会社エンゼルで東京建物より「羽鳥湖高原レジーナの森」事業を譲受、「エンゼルフォレスト那須白河」に改名し、別荘の分譲・管理事業、ペット可のホテル・貸別荘、キャンプ場の運営事業に進出。
- 2017年（平成29年）6月 - 神奈川県三浦市に、三浦海岸店を設置。
- 2018年（平成30年）
  - 2月 - 江の島店を「湘南海岸店」と改称し店舗移転。
  - 3月 - 小松製作所より、別荘地管理・運営の「コマツゼネラルサービス」事業を譲受、「株式会社エンゼルフォレストリゾート」に商号変更。
  - 5月 - 新潟県湯沢町のバス運営会社「ほのぼの観光」を株式会社エンゼルで子会社化、「エンゼル観光」に商号変更し、観光バス事業に進出。
  - 11月 - 神奈川県箱根町に、箱根店を設置。
- 2020年（令和2年）
  - 3月 - 「株式会社エンゼルフォレストリゾートドゥーエ」として、三井不動産から熱海・熱川の別荘事業を譲受。
  - 9月 - 株式会社エンゼル不動産に商号変更。自社ホームページのURLを、( https://www.angel-f.com )に変更。